# DDR-Oberliga 1967/68
In 1967/68 werd het negentiende seizoen van de DDR-Oberliga gespeeld, de hoogste klasse van de DDR. FC Carl Zeiss Jena werd kampioen. De competitie duurde van 12 augustus 1967 tot 1 juni 1968. 
Op 1 mei 1968 fuseerde BSG Motor Zwickau met Aktivist Zwickau tot BSG Sachsenring Zwickau. Motor speelde verder als Sachsenring en Aktivist trad in de DDR-Liga verder aan als Sachsenring Zwickau II.

## Seizoensverloop

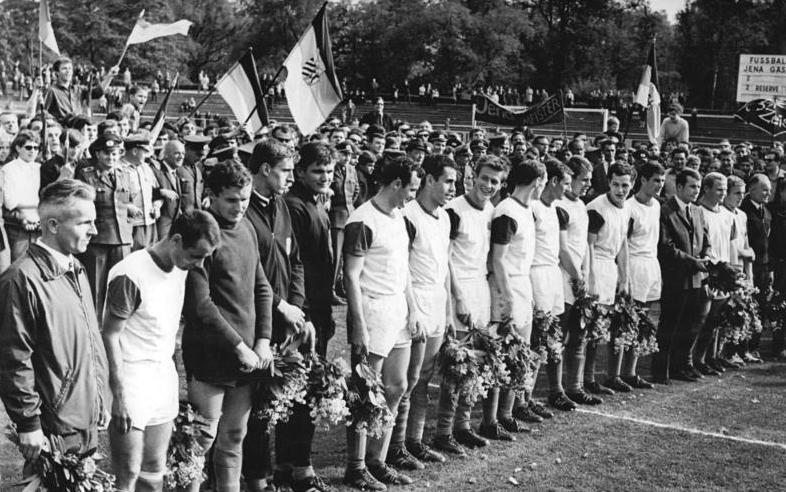
Hulde aan kampioen CZ Jena.

Hoewel kampioen Jena met vijf punten voorsprong kampioen werd bood Rostock lang weerstand. Op de 22ste speeldag kwam het tot een clash tussen beide clubs die door Rostock gewonnen werd. Beide clubs telden nu evenveel punten. Van de laatste vier competitiewedstrijden won Rostock er slechts één en verloor drie keer terwijl Jena drie keer won en een keer gelijk speelde. De titel werd een hoogtepunt in een gouden tijdperk van Jena waarin ze zestien jaar lang in de top vijf eindigden. In de finale van de FDGB-Pokal verloor de club wel van 1. FC Union Berlin. 
Voor Rostock was het al de vijfde vicetitel (inclusief de overgangsronde van 1955). Ook in de FDGB-Pokal verloor de club al vier keer de finale waardoor ze het etiket eeuwige tweede opgeplakt kregen. De derde plaats was voor promovendus 1. FC Magdeburg dat eveneens aan een succesrijke tijd begon. 
Ook de degradatiestrijd was spannend. Op de voorlaatste speeldag waren er slechts drie punten verschil tussen de nummer acht en de laatste plaats. Voor de laatste speeldag stonden nog drie clubs laatste met twintig punten. Dynamo Dresden en Chemie Leipzig troffen elkaar in een directe confrontatie. Het werd 1:1 en door een beter doelsaldo redde Leipzig zich. Lok Stendal had met een zege beide clubs kunnen veroordelen maar verloor emt 1:4 tegen de kampioen. Voor Stendal was het meteen het allerlaatste seizoen in de Oberliga. Dresden zou meteen terugkeren en samen met Magdeburg en Jena de Oberliga domineren in de jaren zeventig.
Er kwamen 2.213.000 toeschouwers naar de 182 Oberligawedstrijden, wat neerkomt op 12.159 per wedstrijd.

### Eindstand
|     | Club                        | Wed | W  | G  | V  | Saldo | Ptn |
| --- | --------------------------- | --- | -- | -- | -- | ----- | --- |
| 1.  | FC Carl Zeiss Jena          | 26  | 17 | 5  | 4  | 51:19 | 39  |
| 2.  | FC Hansa Rostock            | 26  | 15 | 4  | 7  | 37:27 | 34  |
| 3.  | 1. FC Magdeburg (N)         | 26  | 13 | 7  | 6  | 43:38 | 33  |
| 4.  | FC Vorwärts Berlin*         | 26  | 9  | 10 | 7  | 34:29 | 26  |
| 5.  | 1. FC Lokomotive Leipzig    | 26  | 9  | 7  | 10 | 39:35 | 25  |
| 6.  | FC Karl-Marx-Stadt (K)      | 26  | 8  | 9  | 9  | 33:30 | 25  |
| 7.  | BSG Sachsenring Zwickau (B) | 26  | 11 | 3  | 12 | 36:34 | 25  |
| 8.  | 1. FC Union Berlin          | 26  | 9  | 7  | 10 | 26:35 | 25  |
| 9.  | FC Rot-Weiß Erfurt (N)      | 26  | 8  | 7  | 11 | 34:39 | 23  |
| 10. | Hallescher FC Chemie        | 26  | 8  | 7  | 11 | 32:41 | 23  |
| 11. | BSG Wismut Aue              | 26  | 9  | 4  | 13 | 32:40 | 22  |
| 12. | BSG Chemie Leipzig          | 26  | 7  | 7  | 12 | 26:32 | 21  |
| 13. | SG Dynamo Dresden           | 26  | 5  | 11 | 10 | 25:33 | 21  |
| 14. | BSG Lokomotive Stendal      | 26  | 7  | 6  | 13 | 26:42 | 20  |

| (K) | Titelverdediger |
| (B) | Bekerwinnaar vorig seizoen |
| (N) | Gepromoveerd |
| *   | Vorwärts Berlin kreeg twee strafpunten omdat de niet-speelgerechtigde speler Ulrich Ebert werd opgesteld in een vriendschappelijke wedstrijd tegen vierdeklasser Motor Lößnitz. Ebert werd door zijn toenmalige club Wismut Aue om disciplinaire redenen geschorst. Na de transfer naar Vorwärts gold de schorsing nog steeds volgens de regels van de bond. |

## Topschutters
Er vielen 474 goals wat neerkomt op 2,60 per wedstrijd. 
|    | Speler           | Club                     | Goals |
| -- | ---------------- | ------------------------ | ----- |
| 1. | Gerd Kostmann    | FC Hansa Rostock         | 15    |
| 2. | Wolfram Löwe     | 1. FC Lokomotive Leipzig | 13    |
| 3. | Eberhard Vogel   | FC Karl-Marx-Stadt       | 12    |
| 4. | Dieter Scheitler | FC Carl Zeiss Jena       | 11    |
| 4. | Gerd Stieler     | FC Rot-Weiß Erfurt       | 11    |
| 4. | Meinhard Uentz   | 1. FC Union Berlin       | 11    |

## Voetballer van het jaar
Bernd Bransch van Chemie Halle werd verkozen tot voetballer van het jaar. Herbert Pankau van Hansa Rostock werd tweede en Roland Ducke van CZ Jena werd derde.

## Europese wedstrijden
De Europese wedstrijden van de clubs in het volgende seizoen werden overschaduwd door de politieke gebeurtenissen in de Praagse Lente. Door de inval van het Warschaupact in Tsjecho-Slowakije weigerden de West-Europese clubs tegen de Oost-Europese clubs te spelen. De UEFA besloot om de clubs tegen elkaar uit te loten waarop de clubs zich terugtrokken uit de Europacup I en Europacup II. Jena en Union Berlin werden het slachtoffer hiervan. Union moest zelfs op een Intertoto-deelname na tot 2001 wachten op een eerste Europese wedstrijd. 
In de Jaarbeursstedenbeker was van deze vijandigheid niets te merken en werden de wedstrijden gewoon afgewerkt. 
Europacup I
| Ronde | Team #1            | Tot. | Team #2            | 1ste wed | 2de wed |
| ----- | ------------------ | ---- | ------------------ | -------- | ------- |
| 1R    | Rode Ster Belgrado | w/o  | FC Carl Zeiss Jena | -        | -       |

Europacup II
| Ronde | Team #1       | Tot. | Team #2            | 1ste wed | 2de wed |
| ----- | ------------- | ---- | ------------------ | -------- | ------- |
| 1R    | Spartak Sofia | w/o  | 1. FC Union Berlin | -        | -       |

Jaarbeursstedenbeker
| Ronde | Team #1                  | Tot.     | Team #2                  | 1ste wed | 2de wed |
| ----- | ------------------------ | -------- | ------------------------ | -------- | ------- |
| 1R    | Hansa Rostock            | 4 - 2    | OGC Nice                 | 3 - 0    | 1 - 2   |
| 1R    | 1. FC Lokomotive Leipzig | walkover | Kjøbenhavns Boldklub     | -        | -       |
| 2R    | FC Hansa Rostock         | 4 - 4(u) | ACF Fiorentina           | 3 - 2    | 1 - 2   |
| 2R    | Hibernian FC             | 4 - 1    | 1. FC Lokomotive Leipzig | 3 - 1    | 1 - 0   |